# Tony Soprano
Anthony John « Tony » Soprano, Sr., interprété par James Gandolfini, est un personnage fictif de la série télévisée Les Soprano. Il est le parrain de facto de la famille DiMeo, une organisation familiale mafieuse du New Jersey. Le personnage de Tony est largement inspiré par le parrain de la famille DeCavalcante du New Jersey, Vincent "Vinny Ocean" Palermo.
Protagoniste extrêmement complexe, Tony Soprano est le seul personnage à apparaître dans tous les épisodes de la série.

## Biographie

### Enfance
Né en 1959, Tony Soprano grandit dans le New Jersey aux côtés de sa mère Livia, son père John Francis "Johnny Boy" et ses deux sœurs, Janice et Barbara. Sa famille est originaire d'Avellino, une ville de la région de Campanie située près de Naples, en Italie.
Il connaît une enfance difficile. Impliqué dans la mafia, son père utilise l'une de ses sœurs comme couverture pour organiser des rencontres criminelles au parc pour enfants. Tony Soprano pense alors qu'elle est son enfant préféré. Quant à sa mère, dépressive, elle est incapable d'éprouver des sentiments et le rabaisse continuellement. Il parvient à se faire admettre à l'université de Seton Hall mais n'y reste que 9 mois.
Au cours de son adolescence, son père lui apprend les ficelles du métier. Il forme en même temps une bande d'associés avec Silvio Dante, Ralph Cifaretto et Jackie Aprile. Il parvient avec ce dernier à braquer sans effusion de sang une partie de poker illégale tenue par un caporegime particulièrement craint : Michele « Feech » LaManna. Ce tour de force leur valut le respect et jouant habilement avec leur généalogie (Tony ayant son père et son oncle déjà capi, et Jackie ayant son frère Richie déjà affranchi), ils évitent des sanctions et sont rapidement admis parmi les affranchis. Le décès précoce de son père fait prendre à Tony une autre tournure à son parcours dans la famille DiMeo. D'abord caporegime, Johnny Boy, proche du patriarche de la famille DiMeo, Ercole "Eckley" DiMeo, était voué à prendre la place de Parrain. À sa mort, Tony Soprano remplace son père en tant que caporegime, ce qui en fait le plus jeune chef de groupe du clan.

### Vie professionnelle
En 1995, le patriarche de la famille, Ercole "Eckley" DiMeo, est condamné à la prison à vie. Giacomo Michael "Jackie" Aprile devient alors le Parrain et est aidé par Tony Soprano pour mener à bien cette tâche. Lorsque Jacke Aprile apprend qu'il est atteint d'un cancer, Tony prend de plus en plus d'importance dans l'organisation. 
Au décès du Parrain durant l'année 1999, un conflit éclate au sein de la famille afin de désigner le nouveau Boss. Pour mettre fin à cette crise et du fait de la surveillance du FBI, Tony Soprano est contraint de faire nommer son oncle Corrado "Junior" Soprano comme Parrain officiel  mais dans les faits, il prend officieusement la tête de la famille criminelle.
Pour assurer le bon fonctionnement de la famille DiMeo, il est entouré de Silvio Dante, son consigliere, et d'anciens proches collaborateurs de son père, Paul "Paulie Walnuts" Gualtieri et Salvatore "Big Pussy" Bonpensiero. Certains membres de sa famille font partie du clan : son neveu (en réalité cousin par alliance) Christopher Moltisanti et, par la suite, son cousin Tony Blundetto.
En tant que Parrain d'une famille mafieuse, Tony Soprano se charge de commettre des meurtres, notamment pour régler ses comptes mais aussi afin de protéger son clan. Il est aussi responsable de la mort de personnes exécutées sur ses ordres. Son statut lui vaut parfois de subir des attaques à l'arme à feu de la part de mafieux, mais pas seulement.
Le Bada Bing, club de striptease faisant également office de maison close, sert de repaire à l'organisation criminelle. Le bureau de Tony Soprano se trouve d'ailleurs dans l'une des arrière-salles. 
Son autorité et son pouvoir sont parfois remis en cause par d'autres mafiosi, subalternes ou non, ce qui l'oblige alors à donner toute la mesure de sa brutalité ou de son talent stratégique selon les cas.
Devant les non-affranchis, il se présente comme un conseiller dans le business du traitement des déchets.

### Vie familiale
Tony Soprano est marié à Carmela avec laquelle il a eu deux enfants : Meadow et  Anthony. Ils habitent une luxueuse maison sur les hauteurs de North Caldwell, une banlieue pavillonnaire aisée du New Jersey.
Souvent dépeint comme un père aimant, Tony Soprano tente de dissimuler ses affaires mafieuses à ses enfants, qui sont malgré tout au courant. Il espère ainsi leur permettre d'échapper à une vie criminelle. Quant à sa femme, elle connaît les activités de son mari et s'en accommode, sans chercher à en savoir plus pour éviter d'être jugée en tant que complice par le FBI.
Tony Soprano a également plusieurs maîtresses, beaucoup plus jeunes que lui. Il entretient le plus souvent des relations sur le long terme et a, de temps à autre, de brèves aventures avec les strip-teaseuses du Bada Bing. Carmela, qui se doute de ses relations extra-conjugales, préfère fermer les yeux. Mais après des années d'infidélité, leur mariage est sur le point d'aboutir à un divorce.

### Intérêts
Traumatisé par la perte de son chien lorsqu'il était enfant, Tony Soprano est sentimentalement attaché aux animaux. Il aime nourrir et contempler les canards qui se trouvent dans sa piscine. Pariant sur les courses hippiques, il investit dans un cheval de course nommé Pie-O-My qui périra lors d'un incendie, ce qui le bouleversera, provoquant une issue pour le moins dramatique.
Tony Soprano est passionné de sport, surtout le baseball, le football, le basketball et le golf. Il est fan des Yankees de New York et des Jets de New York. Une grande partie de ses revenus proviennent de paris sportifs illégaux.
De même, il adore regarder des documentaires historiques sur les guerres contemporaines, en particulier les sujets traitant de la Seconde Guerre mondiale et de la Guerre du Viêt Nam. Il regarde également des films classiques en noir et blanc (polars et westerns des années 1930 aux débuts 60), et se compare volontiers à Gary Cooper "symbole américain". Il aime écouter du classic rock et de la musique pop. Il a également lu Sun Tzu et Nicolas Machiavel, avec une préférence pour le premier. 
Amateur de voile, il est successivement propriétaire de deux yachts : Stugots et Stugots II. Son fils Anthony l'accompagne fréquemment au cours de ses sorties de pêche.

### Thérapie
Comme son père, Tony Soprano souffre de crises de panique depuis son enfance, qui lui font parfois perdre conscience. Après des examens médicaux, il est amené à consulter, en secret et non sans réticence, une psychiatre, le docteur Jennifer Melfi. Les mafiosi ne sont pas au courant de ces séances qui pourraient être interprétées comme une certaine faiblesse de Tony Soprano, qui occupe la place de Boss. De plus, il n'accepte pas que ces symptômes soient dus à un problème psychologique et non physique. 
Les règles de confidentialité médecin-patient lui permettent de se confier sur le stress qu'il éprouve dans sa vie criminelle au sein de la famille DiMeo, en évitant soigneusement de parler du côté violent de ses affaires. Il a également une tendresse particulière pour les canards, ce qui n'est pas sans intéresser sa psychiatre.
La thérapie suivie par Tony Soprano donne lieu à des discussions sur ses pensées et ses sentiments, ce qui offre la possibilité aux téléspectateurs de mieux comprendre la personnalité complexe du personnage.

## Préquelle
Le personnage est présent dans le film préquelle The Many Saints of Newark d'Alan Taylor, prévu pour 2020 et finalement reporté en octobre 2021 en raison de la pandémie. Il y est incarné par le propre fils de James Gandolfini, Michael.